# Sanja Dabevska
Sanja Dabevska (mazedonisch Сања Дабевска, * 4. März 1996 in Gostivar, Republik Mazedonien) ist eine nordmazedonische Handballspielerin.

## Vereinskarriere
Dabevska, die auf der Spielposition Kreisläufer eingesetzt wird, spielte in Skopje bei ŽRK Metalurg, von wo sie zu ŽRK Kumanovo wechselte. Im Jahr 2019 wechselte sie nach Griechenland zu O.F.N. Ionias, anschließend nach Ungarn zu Dunaferr SE und im Jahr 2021 nach Rumänien, wo sie in Deva spielte. In der Spielzeit 2022/2023 steht sie in Kroatien bei RK Lokomotiva Zagreb unter Vertrag.
Mit den Teams aus Skopje, Kumanovo, Athen und Zagreb nahm sie an europäischen Vereinswettbewerben teil.

## Auswahlmannschaften
Für die nordmazedonische Nationalmannschaft lief sie bei der Europameisterschaft 2022 auf.